# 矫枉过正 (语言学)
矫枉过正（英語：Hypercorrection），指在社会语言学中过度应用自身感受中的语言使用规则导致的非标准语言使用。矫枉过正的演说家或作家一般认为经过上述被误解的规则的语言形式更加准确、标准或在其他方面可取，这种现象通常伴有希望自己显得受过良好教育。
矫枉过正会在上下文中应用设想的语法规则时发生，亦即“准确化”的尝试导致了错误的结果。据奧托·葉斯柏森和罗伯特·J·门纳称，这种现象不会在说话者遵循“自然语言本能”时发生。
矫枉过正也会在低影响力语言变体使用者试图分析并使用高影响力变体的相关形式时，甚至会在在使用者不愿意的情况下发生。部分评论员称之为都市腔（英語：hyperurbanism）。
矫枉过正会发生在多种语言中，抑或在多种语言或语言变体的接触处中。

## 规则过度应用现象
社会语言学和应用语言学的研究中已经注意到了音系學、句法和词法学中的过度应用现象，这一现象可能是因在同一语言的变种或第二语言学习中的不同规则而产生的。一个基于第二语言规则（即新语言规则或外来语言规则）的过度应用例子为“octopus”在英文中的复数是“octopi”：这基于“octopus”一词是一个拉丁语词源第二变格词语的假设，但事实上它是希腊语词源的第三变格词语。
社会语言学经常注意到在发音（音系学）上的矫枉过正现象：例如威廉·拉博夫发现，他研究的所有19世纪60年代纽约市英语使用者都倾向于将“hard”等词儿化，亦即发出此词中的“R”音（发音成/hɑːrd/而非/hɑːd/），这一现象在仔细说话时表现得更为频繁。此外，中产阶级语言使用者的儿化现象比工人阶级语言使用者更为强烈。
但一个事实是，中下阶级语言使用者的儿化现象比中上阶级语言使用者更为强烈。拉博夫认为这些中下阶级语言使用者试图模仿中上阶层语言使用者的发音，但却发出了过度明显的“R”音。

## 英语
英语使用者对语言词法和句法矫枉过正的一个常见原因是代词的使用：请参阅下方的§ 人称代词章节获取进一步信息。
矫枉过正也会在学习新语言（又称第二语言或外语）的学习者试图避免将其母语的语法规则应用于新语言（亦即语言迁移）时发生。例如当学习新语言的学生学习到其母语的某些发音通常必须被所学语言中的另一个发音替换，但没有学会何时不替换这些发音时，就会出现矫枉过正效应。
与西班牙语、阿拉伯语、意大利语、法语和希伯来语不同，英语没有制定和整理标准方言的权威机构和语言学院。但在英语使用者群体中，某些用法仍被视作对“正式”规则过度的详细遵循。这种现象有时被称为都市腔（英語：hyperurbanism），金斯利·艾米斯将之定义为“沉湎于上流攀比，却不去真正追求上流”。

### 人称代词
2004年, 罗格斯大学助理教授杰克·林奇在美国之音声称，将“you and me”的形式更正为“you and I”导致了人们“将‘you and I’在某种程度更正确的规则的刻入自己的思想，并最终把它用在了不该用的地方——例如在应该使用‘he gave it to you and me.’时使用‘he gave it to you and I.’。”
但语言学家罗德尼·赫德尔斯顿和Geoffrey K. Pullum写到，诸如“They invited Sandy and I”的发言“在那些标准英语的人使用者的对话中十分常见”,“那些简单谴责它的人们假设代词在协调使用时的形式必须与单独使用时等同。实际应用与这一假设相冲突。”

### H补音
在考克尼方言等英语口音中，h在作为单词首字母时不发音：例如have会被发音为'ave。这造成了H补音的矫枉过正现象，首音h会被添加到本身没有这一首音的单词中。这一现象的一个例子是提线木偶电视节目雷鳥神機隊角色帕克的发言，例如“We'll 'ave the h'aristocrats 'ere soon”（出自第13集“金库之灾”）。帕克的发言基于创作者在庫克咸餐馆中遇到的真人的发言。

### 过度外语化
过度外语化会在语言使用者错误地识别了外来词中的语言规律，并将之套用到其他语言环境中时发生。这一过程的结果并不反映这两种语言的发音规则。例如（哈瓦那辣椒）有时会模仿jalapeño、piñata等西班牙语单词被发音和拼写作 ，但这并不是这个单词在西班牙语中的正确拼法。 （大男子主义）有时会被发音为"makizmo"，这显得它似乎来自意大利语；但它事实上来自西班牙语并且如同西班牙语原始单词般读作/mɑːˈtʃiz.mo/。

### 英语作为第二语言
一些英语和西班牙语同源词的区别在于词语在英语中以s开头，而西班牙语中以es开头：例如英语词语spectacular在西班牙语中对应。西班牙母语语言使用者可能会认真地把单词establish矫枉过正地读作和写作stablish，而这是拟古发音或者某些方言中的非正式发音。

## 塞尔维亚-克罗地亚语
在塞尔维亚南部和东部地区的地方话中，方位格很少出现并且在不出现时会被宾格替代；因此，语言使用者在更正式的场合试图使用这一语言的标准方言时往往会矫枉过正，并在应当使用方位格时使用宾格（通常是在指示方向而不是位置时）：例如使用“Izlazim na kolovozu”替代“izlazim na kolovoz”。

## 希伯来语和意第绪语
诸葛漫声称以色列希伯来语的下列矫枉过正发音是“具势利倾向的”（snobbatives，源自snob + -ative，模仿了比较级和最高级）：
- 将חופים‬（“海滩”）发音为矫枉过正的khupím，而非正确发音khofím；
- 将צרפת‬（“法国”）发音为矫枉过正的tsorfát，而非正确发音tsarfát；
- 将אמן‬（“艺术家”）发音为矫枉过正的amán，而非正确发音omán。

其中最后二个矫枉过正实例源自希伯来语元音Qamatz Gadol造成的混淆：它在公认的Sephardi Hebrew中被发音为/aː/，但在阿什肯纳兹式希伯来语中则发音为/ɔ/。这种在希伯来语词语中发生的现象也出现在意第绪语中。但是，在视觉上无法和元音Qamatz Gadol区分的元音Qamatz Qaṭan在这两种方言中都发音作/o/。这导致了两个方向上的矫枉过正。
- 不考虑qatan和hataf形式，将所有形式的qamatz一致发音为/a/：这可以被视为在阿什肯纳兹式希伯来语母语使用者试图模仿西班牙式希伯来语（英语：Sephardi Hebrew）时发生的矫枉过正现象。这种现象的例子有将צָהֳרָיִם‬（“中午”）发音作tzaharayim而不是标准以色列发音中的tzohorayim：在西班牙式希伯来语中，这一单词被发音为tzahorayim。但这可能是过度简化，而非矫枉过正现象。
- 与之相反，许多年长的英国犹太人倾向于使用Shobbes、cholla、motza等他们认为更口语化和“质朴”的发音，即使在句中的元音是在西班牙式希伯来语和阿什肯納茲式希伯來語中都读作/a/的Patach（英语：Patach）。

当以色列希伯来语（基于西班牙式希伯来语）的使用者出于宗教等目的试图使用阿什肯纳兹式希伯来语时，也可能发生其他矫枉过正现象。细罢特月（שבט‬）会被发音为Shvas，而这一发音的实际对应拼写为*שְׁבַת‬。当试图模仿波兰语和立陶宛语方言时，通常发音为[ɔ]的qamatz（包括gadol和qatan）会被矫枉过正为holam的发音[ɔj]，这导致גדול‬（“大的”）被发音为goydl，ברוך‬（“神圣的”）被发音为boyrukh。

## 西班牙语
在部分西班牙语方言中，元音之间的的/d/ ([ð])会脱落，例如pescado（鱼）一般会被读作[pesˈkaðo]，但它的读音也可以被辩证地表示为[pesˈkao]。对这一音变敏感的西班牙语使用者可能会在本身没有这一辅音时插入/d/音，例如bacalao（鳕鱼）的正确发音为[bakaˈlao]，但它有时会被矫枉过正为[bakaˈlaðo]。
在西班牙外和安达卢西亚地区，音位/θ/和/s/已经合并并通常实现为[s]；但在主要是安达卢西亚部分地区的某些地区中发生了西班牙语咝音变化，亦即将两者的发音合并为[s̟]的音变。在所有案例中，具有[s]音的西班牙语变种的语言使用者在试图模仿歐陸西班牙語时会经常产生[θ]音，这种现象甚至会在部分具有[s]音的歐陸西班牙語的语言使用者中发生。西班牙语正写法区分了这两个音位，但因为拉丁美洲变体没有这么做，部分语言使用者可能也同样会混淆这些单词的拼写。
许多西班牙语方言倾向于将音节末的/s/音发音为送气音，部分方言中的s甚至通常会省略。由于这种现象已被污名化，部分加勒比海西班牙语使用者，尤其是多米尼加西班牙语语言使用者可能会试图在不应当出现/s/的地方发出/s/音，他们可能会将（“14年”发音为.

## 德语
東法蘭克尼亞語因将塞音/p/、/t/、/k/变音为[b]、[d]、[g]的辅音弱化现象而闻名。与之对应的一种常见矫枉过正现象是对本身没有问题的弱塞音进行辅音强化，并且这一塞音有时会如同京特·贝克施泰因的演讲中那样发送气音。
根据Bühnendeutsch标准，二合字母 <ig>在词末读作[ɪç]，但即使语言使用者来自这一二合字母被发音为[ɪç]或[ɪʃ]的地区，这一发音也会经常被认为是非标准发音并且经常会被实现为[ɪɡ̊]或[ɪk]（尾音清化）。
普法爾茨德語语言使用者同时将二合字母 <ch>和 <sch>发音作[ʃ]。一个普遍的矫枉过正现象是在标准德语中具有[ʃ]音的地方产生[ç]音。例如在赫尔穆特·科尔对“Geschichte”（“历史”）一词翻译的矫枉过正中,  <sch>（标准德语：[ʃ]）和<ch>都被发音为德語發音：[ç]。
进入其他语言并且正在经历借词回收的专有名词和德语借词，尤其是已经经过或被认为经过英语的专有名词和德语借词通常会被过度外语化，例如“Hamburger”、德裔美国人人名或以德裔美国人人名命名的美国公司。这种现象甚至会在曾经或现在的第一代移民中发生。
部分德语使用者会将重金屬變音符號发音为“正常”的德语变音符号。

## 瑞典语
于瑞典语中，词语在用作动词不定式标记时可能会被发音作/ɔ/，但它作为连词的同形异义词永远不会这样发音。连词有时也如此发音。这两者都可以非正式地被拼写为。（“.”）在更为正式地拼写时，不定式标记/'ɔ/可能会被误拼为。（“.*”)
第三人称复数代词在大多数方言中被拼写为，它用作主语时的正式拼写为，用作宾语时的正式拼写为。这个单词也可以被非正式地拼写为（“.”），但该拼写形式也只在口语中被接受。它们往往在更为正式地拼写时相互混淆。（在本例中，“.”*是正确形式，而""是错误形式）。当作为宾格形式时，使用是正确的〔""（“我给予他们一份礼物”）〕。

## 粤语
在香港地區有较为普遍的聲母ng脫落现象，但粵語流行曲內最常用生字反而矯枉過正：按照语音演变规律，粤语中「安」、「哀」、「埃」、「爱」等字声母都是[ʔ]，人们却普遍在元音前加上声母[ŋ]。
此外，由於變調亳無規律可循，導致部分非源於廣東或港澳的商號(多數源於臺灣)反而矯枉過正地變調，例如「八方雲集」本身是動詞，不會變調，以動詞為商號一般維持原有讀法，但部分粵語使用者矯枉過正地把「集」字變調，破壞了原意。

## 韓語
由於韓語有很多例外的濃音化，並無規律可循，導致最常用生字反而矯枉過正。按照語音演變規律，「／ gandan」並無發生音變，即「ㄷ」仍為平音，人們卻普遍把它濃音化成「ㄸ」。
此外，由於有少數非復合詞語的後字的韻母是以"i"或"y"發音開始，而前字有韻尾的時候，將後字冠以聲母「ㄴ」，並把前字韻尾鼻音化，導致最常用生字反而矯枉過正。按照語音演變規律，前大韓民國總統「／ Yun Seok-yeol」的名字只會連讀，即[윤서결]，但他本人卻把它冠以聲母「ㄴ」並鼻音化成[윤성녈]。

### 文内引注
1. ↑  Wilson, Kenneth G. . 哥倫比亞大學出版社. 1993  [2022-02-17]. （原始内容存档于2009-03-01）.
2. ↑  Sociolinguistic Patterns, William Labov，宾夕法尼亚大学出版社，1972，p 126
3. ↑  Menner, Robert J. . American Speech. 1937, 12 (3): 167–78. JSTOR 452423. doi:10.2307/452423.
4. 1 2  . . 美国，马萨诸塞州，斯普林菲尔德: Merriam-Webster. 1994. ISBN 978-0-87779-132-4.
5. ↑  Stamper, Kory. . merriam-webster.com (Merriam-Webster).   [2013-06-26]. （原始内容存档于2013-04-30）.
6. ↑   2nd. Cambridge: 剑桥大学出版社. 2006 [1966]. ISBN 978-0-521-52805-4.
7. ↑  Carey, Michael. . ling.mq.edu.au. Dept. of Linguistics, 麦考瑞大学.   [2022-03-03]. （原始内容存档于2008-12-21）.
8. ↑  "March 11, 2004 – Hypercorrection", www.voanews.com, 2004/03/12.
9. ↑  Rodney Huddleston and Geoffrey K. Pullum, A Student's Introduction to English Grammar (Cambridge: Cambridge University Press, 2005; ISBN 0-521-61288-8), 107.
10. ↑  .   [5 March 2013]. （原始内容存档于2022-05-11）.
11. ↑  Wells, John Christopher. . Cambridge University Press. 1982: 108  [2022-03-07]. ISBN 978-0-521-29719-6. （原始内容存档于2022-06-11）.
12. ↑  .   [2022-03-07]. （原始内容存档于2016-03-04）.
13. ↑  Thom Huebner; Charles A. Ferguson. . John Benjamins Publishing. 1 January 1991: 124–  [2022-03-08]. ISBN 978-90-272-2463-7. （原始内容存档于2022-05-11）.
14. ↑  Boban Arsenijević. . 2016-01-18  [2022-03-09]. （原始内容存档于2022-06-10）.
15. ↑  参见诸葛漫（2003），Language Contact and Lexical Enrichment in Israeli Hebrew，第77页。帕爾格雷夫·麥米倫。
16. ↑  Penny, Ralph. . Cambridge: Cambridge University Press. 2000. ISBN 978-0-521-78045-2.
17. ↑  Lipski, John M.  (PDF). Colombi, M. Cecilia; Alarconi, Francisco X.  (编). . Boston: Houghton Mifflin. 1997: 121–132  [2022-03-29]. ISBN 9780669398441. （原始内容 (PDF)存档于2022-06-10） （西班牙语）.
18. ↑  Eric Spitznagel. . November 27, 2009  [2015-12-02]. （原始内容存档于2014-11-01）. |journal=被忽略 (帮助)
19. ↑  . www4.isof.se.   [2021-09-22]. （原始内容存档于2022-02-14）.
20. ↑  http://hklit.com/forum/forum.php?mod=viewthread&tid=7380 （页面存档备份，存于） 「懶音」批判，李家豪

### 引用来源
- Labov, William.  1966.  "Hypercorrection by the Lower Middle Class as a Factor in Linguistic Change".  In Sociolinguistics: Proceedings of the UCLA Sociolinguistics Conference, 1964.  William Bright, ed.  Pp. 84–113.  The Hague: Mouton.
- Joshua Blau, On Pseudo-Corrections in Some Semitic Languages. Jerusalem: 以色列科學與人文學院 1970.